# Поляны (гмина Кремпна)
Поля́ны (пол. Polany) — село в Польше, находится на территории гмины Кремпна Ясленского повята Подкарпатского воеводства.

## География
Село располагается возле Магурского и Ясьлиского национальных парков. Недалеко от села проходит польско-словацкая граница. Село находится в 5 км от административного центра гмины Кремпы, в 29 км от административного центра повята города Ясло и в 68 км от центра воеводства города Жешув.

## История
Село было основано в XVI веке. В 1551 году польский король Сигизмунд II Август подарил село саноцкому кастеляну Збигневу Сененскому, который в свою очередь в 1569 году подарил село солтысу Яну Полянскому. В 1654 году село перешло в собственность шляхетского двора Ромеров. В настоящее время в церкви святого Иоанна Златоуста находится надгробная плита этого рода.
8 июля 1747 года епископ Вацлав Сераковский возвёл местную церковь в статус католического прихода.
С 1768 по 1772 год в селе находился лагерь барских конфедератов. После подавления восстания в селе поселились многие сторонники идеи конфедерации.
До 1954 года село было административным центром упразднённой гмины Поляны.

## Население
В 1927 году большинство грекокатоликов, проживавших в Полянах, после Тыляввской схизмы перешли в православие. После Второй мировой войны большинство лемков были высланы в СССР. В 1956 году большинство высланных возвратилось в Поляны.  Большинство населения села составляют поляки. Во время Второй мировой войны в окрестностях села действовали два отряда Армии крайовой.
В 1971 году между православной и католической общинами села произошёл конфликт о собственности церкви святого Иоанна Златоуста. 

## Достопримечательности
- Церковь святого Иоанна Златоуста, построенная в первой половине XIX века.

## Источник
- Polany 2(3), Słownik geograficznym Królestwa Polskiego i innych krajów słowiańskich, Tom VIII (Perepiatycha — Pożajście) z 1887